# 13 ноември
13 ноември е 317-ият ден в годината според григорианския календар (318-и през високосна година). Остават 48 дни до края на годината.

## Събития
- 615 г. – Започва понтификатът на папа Адеодат I.
- 1002 г. – С благословията на крал Етелред II се извършва масово убийство на датчани, живеещи в Англия.
- 1775 г. – Американска война за независимост: американски войски, командвани от Джордж Вашингтон, превземат Монреал.
- 1851 г. – Започват да действат телеграфните връзки между Лондон и Париж, и между Москва и Петербург.
- 1854 г. – На този ден стават две големи морски катастрофи: американският кораб New Era, при което загиват над 300 пътници и екипаж, и британският кораб Prince с над 500 жертви.
- 1862 г. – Луис Карол записва в дневника си, че започва да пише за приключенията на известната си героиня Алиса.
- 1907 г. – Във Франция е извършен пробен полет с вертолет, при което пилотът успява да се издигне на 2 метра.
- 1912 г. – Балканската война: Българските войски влизат в Дедеагач.
- 1913 г. – Сключен е мирен договор между Гърция и Османската империя, въз основа на който Гърция получава остров Крит и повечето острови в Егейско море.
- 1923 г. – Започва използването на националния флаг на СССР, валиден до 25 декември 1991 г.
- 1940 г. – В САЩ е изпитан първият джип на фирмата Willys Motor.
- 1942 г. – Втората световна война: В хода на Морската битка при Гуадалканал американски и японски кораб влизат в ожесточен близък бой.
- 1942 г. – Втората световна война: Британската армия овладява пристанищния град Тобрук (Източна Либия) след продължителни боеве с германско-италиански войски.
- 1944 г. – Белгийското правителство взема решение за разоръжаване на организациите от Съпротивата.
- 1945 г. – Генерал Шарл дьо Гол е избран за председател на Временното правителство на Франция.
- 1953 г. – Албърт Кинг прави първите си записи в звукозаписното студио.
- 1953 г. – Състои се премиера на известния струнен квартет на Дмитрий Шостакович.
- 1954 г. – В Египет е извършен държавен преврат.
- 1970 г. – Вследствие на циклон и цунами в Бангладеш загиват над 50 000 души.
- 1971 г. – Американската космическа сонда Маринър 9 успешно навлиза в орбита около Марс и става първият космически апарат, който обикаля около друга планета.
- 1974 г. – Палестинският лидер Ясер Арафат прави изявление пред Общо събрание на ООН, в което обявява израелския ционизъм като основна причина за конфликтите в региона.
- 1984 г. – Във Флорида САЩ, карибския басейн и Мексико е наблюдавана окултация на звезда зад астероида 1 Церера.
- 1985 г. – След 140-годишно затишие избухва вулкана Невадо дел Руиз (Колумбия), при което загиват над 20 000 души.
- 1994 г. – В Швеция е проведен референдум за присъединяване на страната към Европейския съюз.
- 1998 г. – В Токио се открива първата конференция на Световното движение на добротата
- 2002 г. – Скупщината на Съюзна република Югославия ратифицира Дейтънското споразумение, като потвърждава, че Югославия няма териториални претенции към Босна и Херцеговина.
- 2002 г. – Край бреговете на испанска Галиция потъва танкер със 70 хил. тона нефт, което предизвиква една от най-големите екологични катастрофи.
- 2003 г. – В Китай започва приватизация на държавните предприятия.
- 2004 г. – След едноседмични боеве с над 5000 бунтовници американски военни части постигат контрол в иракския град Фалуджа, но не успяват да заловят терориста Абу Мусаб ал-Заркауи.
- 2011 г. – Италианският премиер Силвио Берлускони подава оставка, поради засилващата се обществена опозиция срещу него.
- 2013 г. – Хаваи легализира еднополовите бракове.

## Родени
- 354 г. – Августин Блажени, римски теолог († 430 г.)
- 1312 г. – Едуард III, крал на Англия († 1377 г.)
- 1745 г. – Валентин Аюи, френски педагог († 1822 г.)
- 1818 г. – Михаил Катков, руски публицист († 1887 г.)
- 1834 г. – Николай Столетов, руски генерал († 1912 г.)
- 1836 г. – Ярослав Домбровски, полски генерал и националреволюционер († 1871 г.)
- 1844 г. – Никодим Кондаков, руски изкуствовед († 1925 г.)
- 1848 г. – Албер I, принц на Монако († 1922 г.)
- 1850 г. – Робърт Луис Стивънсън, британски писател († 1894 г.)
- 1869 г. – Димитър Драгиев, български политик († 1943 г.)
- 1872 г. – Байъм Шоу, британски художник († 1919 г.)
- 1882 г. – Добри Даскалов, български революционер († 1912 г.)
- 1891 г. – Георги Спасов, български композитор († 1953 г.)
- 1896 г. – Нобусуке Киши, Министър-председател на Япония († 1987 г.)
- 1901 г. – Екатерина Савова-Ненова, българска художничка († 1980 г.)
- 1907 г. – Йоанна Савойска, българска царица († 2000 г.)
- 1913 г. – Лон Нол, камбоджански политик и генерал († 1985 г.)
- 1921 г. – Никола Мирчев, български художник († 1973 г.)
- 1928 г. – Ралф Фуди, американски актьор († 1999 г.)
- 1933 г. – Петер Хертлинг, германски писател († 2017 г.)
- 1934 г. – Стефан Кожухаров, български учен († 2000 г.)
- 1937 г. – Снежина Гогова, български езиковед
- 1939 г. – Карел Брюкнер, чешки футболист и треньор
- 1941 г. – Марие Ротрова, чешка певица
- 1944 г. – Петер Брабек-Летмат, австрийски бизнесмен
- 1949 г. – Юрий Ангелов, български актьор
- 1951 г. – Пини Гершон, треньор по баскетбол
- 1953 г. – Трейси Скогинс, американска актриса
- 1954 г. – Димитър Ганев, български актьор
- 1955 г. – Упи Голдбърг, американска актриса
- 1957 г. – Стивън Бакстър, британски писател
- 1959 г. – Карълайн Гудъл, австралийска актриса
- 1959 г. – Хари Костов, министър-председател на Република Македония
- 1964 г. – Ане Вебер, германска писателка и преводачка
- 1967 г. – Джухи Чаула, индийска актриса
- 1967 г. – Стийв Зан, американски актьор
- 1967 г. – Джими Кимъл, американски комик, актьор и водещ на токшоу
- 1969 г. – Аян Хирси Али, нидерландска феминистка и политически деец
- 1969 г. – Джерард Бътлър, шотландски актьор
- 1971 г. – Йордан Йорданидис, учител и богослов с българо-гръцки произход, служител на Благовестието в Република Турция
- 1974 г. – Ирена Димова, български политик и икономист
- 1975 г. – Мария Петрова, българска състезателка по художествена гимнастика
- 1979 г. – Михаела Дановска, българска и германска художничка
- 1982 г. – Куми Кода, японска поп певица
- 1984 г. – Зафира, унгарска порнографска актриса
- 1991 г. – Джефри Брума, нидерландски футболист
- 1993 г. – Джулия Майкълс, американска певица и автор на песни
- 2002 г. – Джовани Рейна, американски футболист

## Починали
- 867 г. – Николай I, римски папа (* ?)
- 1359 г. – Иван II, велик княз на Владимирско-Суздалското княжество (* 1326 г.)
- 1460 г. – Енрике Мореплавателя, португалски принц (* 1394 г.)
- 1619 г. – Лудовико Карачи, италиански художник (* 1555 г.)
- 1810 г. – Мария-Жозефина-Луиза Савойска, френска принцеса (* 1753 г.)
- 1862 г. – Лудвиг Уланд, германски поет (* 1787 г.)
- 1863 г. – Сава Филаретов, български просветен деец (* 1825 г.)
- 1868 г. – Джоакино Росини, италиански композитор (* 1792 г.)
- 1903 г. – Камий Писаро, френски художник-импресионист (* 1830 г.)
- 1912 г. – Йоаким III, константинополски патриарх (* 1834 г.)
- 1937 г. – Акоп Акопян, арменски поет (* 1866 г.)
- 1937 г. – Димитър Подвързачов, български писател (* 1881 г.)
- 1951 г. – Херта Крефтнер, австрийска писателка (* 1928 г.)
- 1954 г. – Паул Лудвиг Евалд фон Клайст, германски фелдмаршал (* 1881 г.)
- 1974 г. – Виторио Де Сика, италиански режисьор (* 1901 г.)
- 1975 г. – Олга Бергголц, руска поетеса (* 1910 г.)
- 2014 г. – Каха Бендукидзе, грузински политик (* 1956 г.)

## Празници
- Световен ден на добротата – отбелязва се от 1998 г.
- Международен ден на слепите – отбелязва се от 1946 г.
- Православна църква – почита паметта на св. Йоан Златоуст
- Католическа църква – Световен ден на почит към българските католически свещеници, обявени от папа Йоан Павел II за блажени – епископ Евгений Босилков, Камен Вичев, Павел Джижов и Йосафат Шишков